# Lavelua
À Wallis-et-Futuna, Lavelua est le titre porté par le souverain (en wallisien hau, traduit en français par « roi ») du royaume coutumier d'Uvea. Depuis 2016, le royaume a deux souverains rivaux. Le Lavelua actuel (reconnu par l'État français) est Patalione Takumasiva Aisake ; un autre Lavelua concurrent, Ma'utamakia Vaimu'a Halagahu, a été intronisé en 2016. Les souverains wallisiens existent depuis plusieurs siècles, mais le nom Lavelua ne devient un titre royal qu'à partir du règne de Falakika Seilala (1858-1869).

## Histoire
Avant la conversion de l'île de Wallis au catholicisme par des missionnaires français dans les années 1840, le Lavelua détenait l'autorité suprême sur Uvea. « Il possédait le droit de vie et de mort sur ses sujets. Sa personne était tapu [sacrée] et on n'avait pas le droit de le toucher ni d'être placé au-dessus de lui ».

### Naissance du titre
La tradition orale relatant la naissance de la chefferie wallisienne a été compilée par un missionnaire, le père Henquel, au début du XXe siècle, dans l'ouvrage Talanoa ki Uvea. Le royaume d'Uvea a eu de nombreux rois (hau), mais le titre de Lavelua n'apparaît qu'au XIXe siècle : c'est la reine Falakika Seilala (régnant de 1858 à 1869) qui transforme son nom en titre royal.

### Transformation au contact des missionnaires
Lorsque les missionnaires maristes débarquent à Wallis (1837) et convertissent la population (1842), ils cherchent rapidement à encadrer le pouvoir royal. L'objectif est à la fois d'asseoir l'autorité royale qui est leur alliée, mais également de protéger la population des influences extérieures. En 1842, des premiers documents signés par le roi Soane-Patita Vaimua Lavelua Ier demandent un protectorat français et règlent les rapports avec les étrangers ; en 1851, Pierre Bataillon diffuse un premier Code complété par une « Constitution du royaume de Wallis » en 1863. Le protectorat de Wallis-et-Futuna est établi en 1887 et 1888.

#### Le Code Wallis (1871)
En 1871, la reine Amelia Tokagahahau proclame le Code de Wallis (Tohi fono o Uvea). Rédigé par l'évêque Pierre Bataillon, ce texte législatif écrit en wallisien fixe la composition précise de la chefferie et consacre le rôle du roi comme chef suprême unique ('aliki hau). Ce dernier nomme les différents ministres coutumiers, dont le nombre et les titres sont définis : Kivalu, Mahe, Kulitea, Ulu'imonua, Fotuatamai et Mukoifenua. Le code prévoit également que le roi nomme les chefs de districts (faipule) ainsi que les chefs de village (pule kolo). Sophie Chave-Dartoen explique que « c'est une monarchie de droit divin qui est ainsi mise en place ». En effet, le roi et la chefferie doivent se soumettre à l'autorité du clergé ; la religion catholique est reconnue comme l'unique religion du pays. Pour Chave-Dartoen, ce code permet de mettre fin aux rivalités et aux guerres entre les différentes familles royales en organisant la chefferie et le mode de désignation du souverain.
L'existence de ce code se perd rapidement car ni le résident Viala (1905-1909) ni Éric Rau, auteur d'une thèse sur « la vie juridique des indigènes des îles Wallis » en 1935 ne le connaissent. « L'action missionnaire et ce code ont pourtant favorisé une synthèse durable qui fonde ce qui est aujourd'hui considéré comme la "coutume", la "tradition wallisienne" ('aga'ifenua) ».

### Après 1961
La loi no 61-814 du 29 juillet 1961, qui transforme Wallis-et-Futuna en territoire d'outre-mer et met fin au protectorat, reconnaît à l'article 3 l'autorité coutumière :

« La République garantit aux populations du territoire des îles Wallis-et-Futuna le libre exercice de leur religion, ainsi que le respect de leurs croyances et de leurs coutumes en tant qu'elles ne sont pas contraires aux principes généraux du droit et aux dispositions de la présente loi »

Pour Sophie Chave-Dartoen, la formulation « respect de [...] leurs coutumes » fait référence à l'ensemble de la chefferie et des rois, sans plus de précision. Cela devait laisser place à un transfert progressif des pouvoirs coutumiers vers l'assemblée territoriale et un appareil administratif conséquent. Cependant, la loi de 1961 n'a pas changé et ce transfert de compétences ne s'est pas réalisé. Tomasi Kulimoetoke II devient le premier souverain wallisien à avoir la nationalité française. Il accompagne ces transformations statutaires durant son long règne du 12 mars 1959 au 7 mai 2007.

## Devenir Lavelua

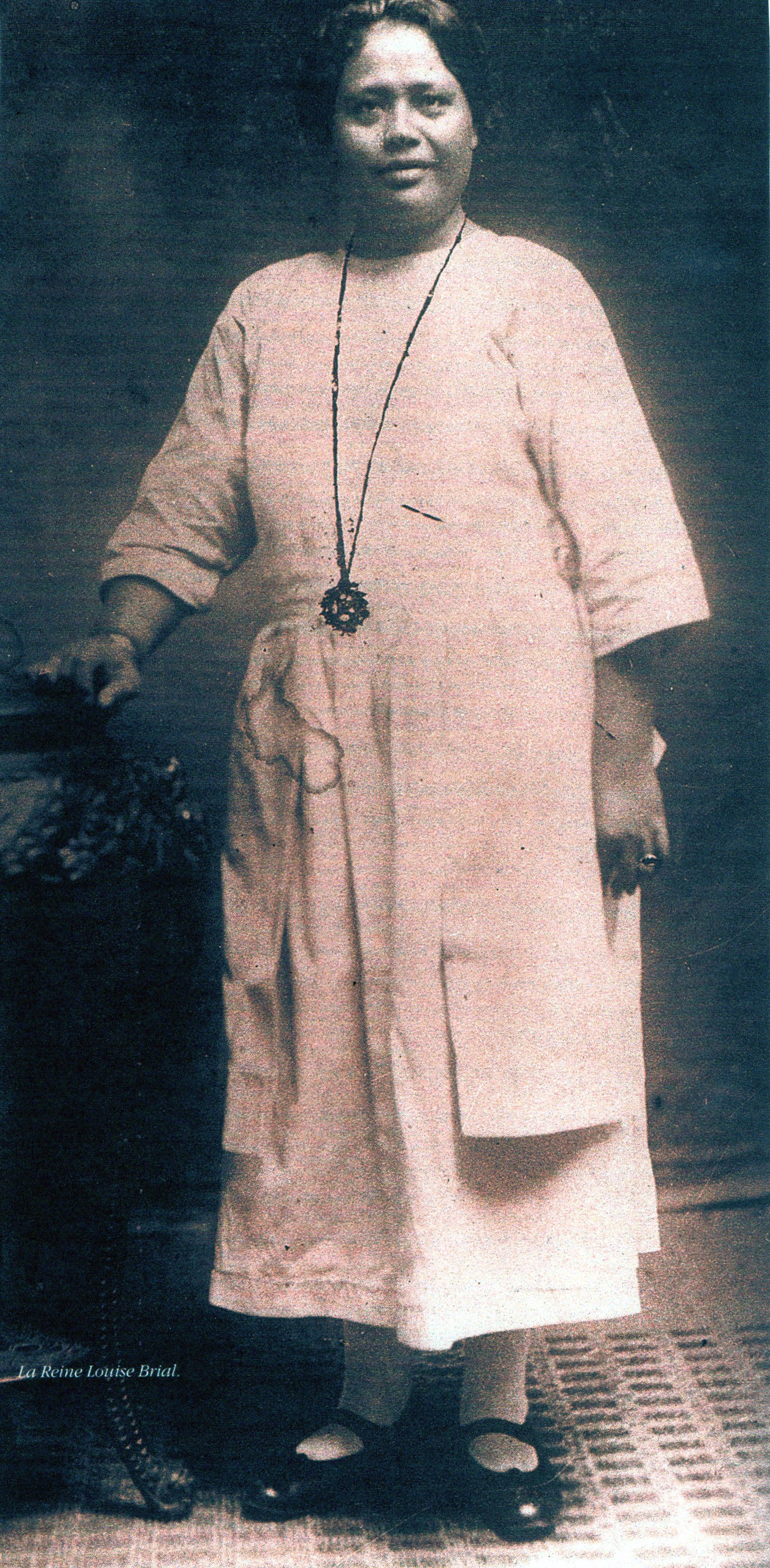
Carte postale représentant Aloisia Brial ("Louise Brial"), reine coutumière, Lavelua de 1953 à 1958. C’est une des seules femme à avoir occupé cette fonction.

Les souverains wallisiens sont choisis au sein des familles royales ('aliki), qui se réunissent au sein d'un conseil (fono faka kau 'aliki). Ce n'est donc pas une succession strictement héréditaire : l'individu choisi doit correspondre aux qualités attendues d'un souverain. Pour l'anthropologue Marshall Sahlins, ce mode de désignation s'explique par l'existence de familles royales rivales et permet un certain partage du pouvoir, les familles se transmettant la charge de Lavelua à tour de rôle.
Une fois nommé, le souverain est intronisé lors d'une cérémonie du kava royal.
Le roi d'Uvea a souvent été un homme, mais quatre femmes ont également eu cette fonction : Toifale (1825-1829), Falakika Seilala (1858-1869), Amelia Tokagahahau (1869-1895) et Aloisia Brial (1953-1958).

## Liste desLavelua
| Roi coutumier (Lavelua)                     | Roi coutumier (Lavelua)         | Début du règne   | Fin du règne      | Note |
| ------------------------------------------- | ------------------------------- | ---------------- | ----------------- | --- |
|                                             | Manuka                          | 1767             | 1810              | |
|                                             | Tufele Ier                      | 1810             | 1818              | |
|                                             | Kulitea                         | 1818             | 1819              | |
|                                             | Lavekava                        | 1819             | 1819              | |
|                                             | Hiva                            | 1820             | 1820              | |
|                                             | Muliakaaka                      | 1820             | 1825              | |
|                                             | 'Uhilamoafa                     | 1825             | 1825              | |
|                                             | Toifale                         | 1825             | 1829              | C'est la première femme à devenir reine de Wallis. Durant son règne, elle accueille les premiers Européens qui débarquent à Wallis, en 1825.                                                                                               |
|                                             | Muliloto                        | 1829             | 1829              | |
|                                             | Takala                          | 1829             | 1830              | Il profite de l'arrivée d'un marchand hawaïen, George Marina (Siaosi Manini), pour contester l'autorité royale et devenir roi. |
|                                             | Soane-Patita Vaimua Lavelua Ier | 1830             | 1858              | Premier souverain baptisé catholique à la suite de la christianisation de la population par les missionnaires maristes en 1937. |
|                                             | Falakika Seilala                | 1858             | 19 février 1869   | Seconde femme à devenir Lavelua, elle introduit ce titre coutumier pour désigner le roi ou la reine de Uvea. |
|                                             | Amelia Tokagahahau Aliki        | Février 1869     | 10 mars 1895      | Elle a notamment négocié le protectorat de Wallis-et-Futuna et proclamé le Code Bataillon. |
|                                             | Isaake                          | 11 mars 1895     | 12 mars 1895      | En rébellion, son règne n'a duré qu'un seul jour, c'est d'ailleurs le Lavelua ayant eu le plus petit règne. |
|                                             | Vito Lavelua II                 | 11 mars 1895     | 16 janvier 1904   | Après sa mort, la succession provoquant une crise politique, avant que sa nomination soit entérinée. |
|                                             | Lusiano Aisake                  | Août 1904        | 7 Septembre 1906  | |
|                                             | Sosefo Mautamakia Ier           | 1906             | 1er avril 1910    | Son arrivée au pouvoir marque la fin d'une période entre (1829-1906) durant laquelle « Wallis n'avait connu que cinq rois ou reines, ayant tous régné jusqu'à leur mort ».                                                                 |
|                                             | Soane-Patita Lavuia             | Mai 1910         | 30 novembre 1916  | Une crise est organisée à la suite de la mission catholique (père Bazin). Le résident Français ainsi que le roi son contre mais ce n'est pas l'avis des habitants.                                                                         |
|                                             | Sosefo Mautamakia II            | 1916             | 1918              | Il a été destitué par ses ministres coutumiers après deux ans de règne. |
|                                             | Vitolo Kulihaapai               | 1918             | 2 Novembre 1924   | |
|                                             | Tomasi Kulimoetoke Ier          | 3 novembre 1924  | 9 décembre 1928   | |
|                                             | Mikaele Tufele II               | 21 Décembre 1928 | 26 Juillet 1931   | Premier règne. |
|                                             | Sosefo Maütamakia Ier           | 27 juillet 1931  | 10 mars 1933      | Pendant son règne, les plantations de cocotiers wallisiennes sont ravagées par le parasite oryctes rhinoceros |
|                                             | Petelo Kahofuna                 | 13 mars 1933     | 23 mai 1933       | Non reconnu par l'État français. |
|                                             | Mikaele Tufele II               | 25 mai 1933      | 30 novembre 1933  | Second règne. |
| Vacant de novembre 1933 à mars 1941         |                                 |                  |                   | |
|                                             | Leone Matekitoga                | 16 mars 1941     | 29 mars 1947      | Roi durant la Seconde Guerre mondiale et l'occupation de Wallis par les troupes américaines (1942-1944). |
|                                             | Pelenato Fuluhea                | 9 mai 1947       | 10 avril 1950     | Instauration de la répartition équitable des six ministres coutumiers du Lavelua entre les trois districts de Wallis. |
|                                             | Kapeliele Tufele III            | 25 avril 1950    | 17 novembre 1953  | Un règne marqué notamment par une mauvaise entente avec l'administrateur supérieur de l'île qui tenta de le faire destituer. |
|                                             | Soane Toke                      | 11 décembre 1953 | 11 décembre 1953  | Nommé en pleine crise de succession, il est forcé à abdiquer juste après son intronisation. |
|                                             | Aloisia Brial                   | 22 décembre 1953 | 12 septembre 1958 | Fin du règne par démission à la suite de la mise en minorité au conseil royal. La reine est jugée trop autoritaire. |
|                                             | Tomasi Kulimoetoke II           | 12 mars 1959     | 7 mai 2007        | Plus long règne de roi d'Uvea, durant lequel Wallis vit de profondes transformations politiques et sociales comme le passage au statut de territoire d'outre-mer en 1961. Sa succession déclenche la crise coutumière wallisienne en 2005. |
| Vacant du 8 mai 2007 au 25 juin 2008        |                                 |                  |                   | |
|                                             | Kapeliele Faupala               | 25 juillet 2008  | 4 septembre 2014  | Déroulement des Mini-Jeux du Pacifique pour la première fois à Wallis. |
| Vacant du 2 septembre 2014 au 14 avril 2016 |                                 |                  |                   | |
|                                             | Tominiko Halagahu               | 15 avril 2016    | En cours          | Non reconnu par l'État français. |
|                                             | Patalione Kanimoa               | 17 avril 2016    | En cours          | Reconnu par l'État le 3 juin 2016 à la suite de l'intronisation de deux rois Patalione Kanimoa et Tominiko Halagahu, une première à Wallis.                                                                                                |

### Autres références
1. 1 2 3 4  Dominique Pechberty et Epifania Toa, Vivre la coutume à ʻUvea (Wallis), L'Harmattan, 2004 (lire en ligne), p. 65-68
2. ↑  « Les cérémonies de la Saint-Joseph marquent la coexistence de deux chefferies à Wallis », sur Wallis et Futuna la 1ère, 2 mai 2018 (consulté le 29 janvier 2019)
3. 1 2  Sophie Chave-Dartoen, « Chapitre 2 », dans Royauté, chefferie et monde socio-cosmique à Wallis (Uvea) : Dynamiques sociales et pérennité des institutions, pacific-credo Publications, coll. « Monographies », 24 septembre 2018 (ISBN 978-2-9563981-7-2, lire en ligne), p. 105–144
4. ↑  (en) Marshall Sahlins, « Differentiation by adaptation in Polynesian societies », Journal of the Polynesian Society, vol. 66, no 3,‎ 1957 (lire en ligne)
5. 1 2 3 4 5 6 7 8 9 10 11 12 13 14 15 16 17 18 19  Tomasi Tautu'u, « Annexe 3 : Généalogie des rois d'Uvea et de la dynastie Takumasiva », dans Enracinements « polynésiens » d'hier et d'aujourd'hui : Le cas des Wallisiens dans l'archipel de la Nouvelle Calédonie : histoires, mythes et migrations : Entre « Uvea Mamao » et « Uvea Lalo » (mémoire de master "Arts, littérature et patrimoines"), Université de la Nouvelle-Calédonie, 2012 (lire en ligne)
6. 1 2  Bernard Vienne et Daniel Frimigacci, « Les fondations du royaume de Uvea. Une histoire à revisiter », Journal de la Société des Océanistes, nos 122-123,‎ 1er décembre 2006, p. 27–60 (ISSN 0300-953x, DOI 10.4000/jso.529, lire en ligne, consulté le 16 janvier 2021).
7. ↑  Frédéric Angleviel, Les missions à Wallis et Futuna au XIXe siècle, Presses Univ de Bordeaux, 1994 (ISBN 978-2-905081-25-4, lire en ligne), p. 32
8. ↑  Bernard Vienne et Daniel Frimigacci, « Les fondations du royaume de 'Uvea. Une histoire à revisiter », Journal de la Société des Océanistes, nos 122-123,‎ 1er décembre 2006, p. 27–60 (ISSN 0300-953x, DOI 10.4000/jso.529, lire en ligne, consulté le 16 janvier 2021)
9. ↑  « Dominique Pechberty et Epifania Toa, Vivre la coutume à 'Uvea (Wallis), L'Harmattan, 2004 (lire en ligne [archive]), p. 65-68 »
10. ↑  Dominique Pechberty et Epifania Toa, Vivre la coutume à 'Uvea (Wallis), L'Harmattan, 2004 (lire en ligne), p. 65-68
11. 1 2  Raymond Mayer, « Le classement des archives administratives de Wallis-et-Futuna (1951-2000) de Gildas Pressensé », Journal de la Société des Océanistes, no 129,‎ 15 décembre 2009, p. 305–322 (ISSN 0300-953x, lire en ligne, consulté le 25 novembre 2019).
12. ↑  Frédéric Angleviel, « Wallis-et-Futuna (1942-1961) ou comment le fait migratoire transforma le protectorat en TOM », Journal de la société des océanistes, nos 122-123,‎ 1er décembre 2006, p. 61–76 (ISSN 0300-953X et 1760-7256, DOI 10.4000/jso.541, lire en ligne, consulté le 26 novembre 2019)
13. ↑  Alexandre Poncet, Histoire de l'île Wallis. Tome 2 : Le protectorat français, Société des Océanistes, 8 octobre 2013 (ISBN 978-2-85430-047-5, lire en ligne), p. 216
14. ↑  « Full text of "Journaux Officiels du Territoire des îles Wallis et Futuna" », sur archive.org (consulté le 29 janvier 2019)
15. ↑  « Trois rois français règnent encore officiellement sur leurs terres, au milieu du Pacifique »